# Campo Marzio

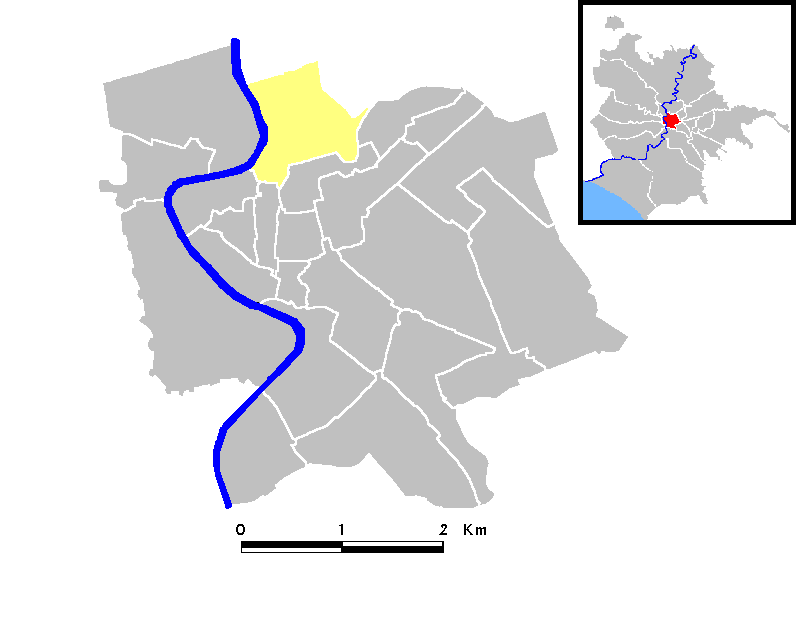
Lage von Campo Marzio in Rom

Wappen von Campo Marzio

Campo Marzio (deutsch Marsfeld, früher it. Campo Marzo) ist der IV. Rione (Stadtteil) von Rom. Er umfasst den Nordteil des Marsfelds von der Spanischen Treppe bis zur Piazza del Popolo.

## Geschichte
Das Gebiet lag in der Antike außerhalb der Stadtgrenzen und wurde mit zahlreichen öffentlichen Einrichtungen bebaut. Ab dem Mittelalter wurde es zu einem der am dichtesten bevölkerten Stadtteile.

## Wappen
Das Wappen zeigt einen silbernen Mond auf blauem Grund.